# Акваријум Крагујевац
Акваријум Крагујевац, пуног назива Центар за рибарство и конзервацију биодиверзитета копнених вода — акваријум је први јавни акваријум у Србији. Организациона је целина при Институту за биологију и екологију Природно-математичког факултета Универзитета у Крагујевцу. Има статус научно-истраживачког, иновативног, развојног и услужног центра из области примењене хидроекологије.
Крагујевачки акваријум има образовни значај, како у настави студената биологије и екологије, тако и за све посетиоце. Овде је на једном месту приказан велики део живог света копнених вода планете. Он представља и базу за научноистраживачки рад, па се у њему проучавају различити проблеми са аспекта токсикологије и екофизиологије. Осим тога отворен је и за туристичке посете и као природна атракција уврштен је у туристичку понуду града.

## Историја
Центар за рибарство и конзервацију биодиверзитета копнених вода, односно Акваријум Крагујевац отворен је 1. децембра 1999. године. Идеја о формирању акваријума настала је из потребе да се све већи број хидробионата (организама који живе у води) мора активно штитити, гајити и размножавати у строго контролисаним вештачким условима. У Србији до тада није било објеката за ex situ очување акватичног биодиверзитета.

## Капацитет и колекција
Акваријум Крагујевац заузима површину од око 400 м2. На овом простору изложено је више од 400 акваријума и акватераријума чија укупна запремина износи преко 60.000 литара. Располаже богатом колекцијом са више од 600 биљних и животињских врста из слатководних екосистема целе планете. Заступљени су слатководни организми Србије и Балканског полуострва, Европе, Азије, Африке, Америке и Аустралије. Од 2016. године колекција Акваријума обогаћена је морским организмима. Заступљене су рибе наших потока, река и језера, као и егзотичне тропске рибе и корали. Осим риба, ту су и водоземци, гмизавци и различите врсте бескичмењака.
Акваријум има и посебну поставку ендемних и угрожених врста балканских језера, Охридског, Преспанског, Дојранског и Скадарског. Осим тога у Акваријуму се гаји и црна умбра (Umbra krameri), риба коју је још Јосиф Панчић крајем претпрошлог века нашао у резервату Засавица у Војводини, а данас се сматра угроженом врстом. Најзанимљивије врсте у Акваријуму свакако су пиране и веома ретка и угрожена афричка дводихалица која представља прелазни облик између рибе и водоземаца.
Колекција се перманентно обогаћује новим врстама и изложбеним поставкама, a у Акваријуму се повремено организују и едукативни програми посвећени различитим темама посвећеним заштити животне средине, биолошкој разноврсности у води, и воденим екосистемима.
- Различите колекције у Акваријуму

## Организација
Акваријума Крагујевац чине четири организационе целине:
- Колекција водених организама је основна изложбена поставка и заузима највећу површину акваријума. Састоји се од неколико подцелина које су организоване географски, тако да обухватају фауну наше земље, Европе и далеких континената, као и посебних подцелина које илуструју различите типове загађења водених екосистема,
- Експериментално мрестилиште, које се користи за научни и стручни рад,
- Лабораторија за хидробиолошка истраживања у области мониторинга и заштите вода и конзервацију биодиверзитета копнених вода и
- Центар за криопрезервацију (процес замрзавања биолошког материјала да би се сачувао на дужи временски период).[10]

### Научно-истраживачки рад
У акваријуму ради неколико запослених док велику помоћ пружају студенти волонтери. Акваријум се делимично издржава и од мрестилишта у којем се размножавају, гаје и продају акваријумске врсте, као и ретке и угрожене врсте риба, којима се касније врши порибљавање у природној средини. Научно-истраживачки тим Акваријума учествује у бројним пројектима, истраживањима и студијама, а сами су носиоци неколико пројеката који се тичу заштите и очувања живог света у водама Србије. Сарађују са бројним домаћим и страним институцијама.
Некада су јавни акваријуми служили за приказивање животињског и биљног света који живи у водама. Данас савремени јавни акваријуми имају и функцију очувања биолошке разноврсности угрожених врста у вештачким условима, као и приказивање угрожених врста и утицаја климатских промена на биодиверзитет најширој јавности. Према речима др Владице Симића живи свет у слатким водама угроженији је у односу на друге типове екосистема. Циљ Акваријума у крагујевцу је да се врсте риба и других водених организама које су у природи веома угрожене, чак и у опасности да нестану, очувају и репродукују. Зате се јединке оваквих врста из природних станишта пребацују у акваријумске услове, услове заточеништва али са намером да се очувају и репродукују.

## Туристички потенцијал
Крагујевачки Акваријум уврштен је у туристичку понуду града. Отворен је за појединачне и групне посете, какве су школске екскурзије. Посетиоци у Акваријуму могу видети живи свет копнених вода Балканског полуострва, али атрактивни живи свет тропских и суптропских подручја Азије, Африке, Јужне Америке и Аустралије.
Према подацима из 2016. године, Акваријум је од отварања до тада посетило више од 500.000 људи. Највећи број посетилаца чине ученици основних и средњих школа.
- Различите врсте водених животиња и биљака у Акваријуму